# Aston Martin One-77
Aston Martin One-77 — гиперкар английской компании Aston Martin. Всего выпущено 77 экземпляров. Все One-77 были распроданы ещё за год до премьеры. 12-цилиндровый V-образный атмосферный двигатель объёмом 7,3 литра, мощностью 760 л. с. и 750 Н·м крутящего момента.